# Клифтон, Марк
Марк Ирвин Клифтон (англ. Mark Irwin Clifton) — американский писатель-фантаст, автор трёх романов и двух десятков рассказов и повестей в жанре НФ. Лауреат премии «Хьюго» в 1955 году (за лучший роман). Правда, когда критик и редактор фэнзина «Ansible» Дэвид Лэнгфорд составлял для журнала «SFX» список десяти худших фантастических книг всех времён, то «Им бы оказаться правыми» был представлен, как худший НФ-роман, когда-либо завоёвывавший «Хьюго».

## Биография
Марк Ирвин Клифтон родился в 1906 году. Своих родителей Клифтон не знал, Марк рос в детском приюте в Арканзасе. После окончания университета, который Марк закончил с дипломом педагога, Клифтон работал психологом в компании по трудоустройству, где основными его обязанностями были интервьюирование персонала при поступлении на работу и увольнении, проведение собеседований и составление психологических портретов.
Параллельно с работой, Марк Клифтон начинает публиковать свои произведения в журналах. В 1952 году был опубликован первый рассказ Клифтона — «Что я наделал?» (или «Что я сделал?»). После ухода в отставку (начало 50-х годов), Марк напишет и опубликует три романа и несколько десятков повестей и рассказов (треть в соавторстве). Клифтон известен двумя фантастическими сериями: о суперкомпьютере БОССИ и о межпланетном психологе Ральфе Кеннеди (англ. Ralph Kennedy).

### Циклы и серии
- Цикл о суперкомпьютере с телепатическими способностями — Босси (англ. Bossy):
  - Роман Им бы оказаться правыми (англ. They'd Rather Be Right, другое название — The Forever Machine), 1954 год — написан в соавторстве с Фрэнком Райли;
  - Рассказ Crazy Joey, 1953 год — написан в соавторстве с Алексом Апостолидесом (англ. Alex Apostolides);
  - Повесть Hide! Hide! Witch!, 1953 год — написана в соавторстве с Алексом Апостолидесом (англ. Alex Apostolides).
- Цикл произведений о Ральфе Кеннеди англ. Hilarious Misadventures of Ralph Kennedy):
  - Роман Когда они явились из космоса англ. When They Come from Space), 1962 год;
  - Повесть What Thin Partitions, 1953 год — написана в соавторстве с Алексом Апостолидесом (англ. Alex Apostolides);
  - Повесть Sense from Thought Divide, 1955 год;
  - Повесть How Allied, 1957 год;
  - Повесть Remembrance and Reflection, 1958 год;
  - Повесть Pawn of the Black Fleet, 1962 год.

### Другие произведения
- Рассказ Что я наделал? (англ. What Have I Done), 1952 год;
- Рассказ The Conqueror, 1952 год;
- Повесть На ленте Мебиуса (англ. Star, Bright), 1952 год;
- Рассказ Bow Down to Them, 1953 год;
- Рассказ Civilized, 1953 год — написан в соавторстве с Алексом Апостолидесом (англ. Alex Apostolides);
- Рассказ Progress Report, 1953 год — написан в соавторстве с Алексом Апостолидесом (англ. Alex Apostolides);
- Рассказ Награда за доблесть (англ. Reward for Valor), 1953 год];
- Рассказ Solution Delayed, 1953 год — написан в соавторстве с Алексом Апостолидесом (англ. Alex Apostolides);
- Рассказ The Kenzie Report, 1953 год;
- Повесть Место женщины (англ. A Woman’s Plac), 1955 год;
- Повесть Clerical Error, 1956 год;
- Рассказ Do Unto Others, 1958 год;
- Повесть What Now, Little Man?, 1959 год;
- Роман Восемь ключей к Эдему (англ. Eight Keys to Eden), 1960 год;
- Рассказ Устыдись, вандал![6] (англ. Hang Head, Vandal!), 1962 год.

## Номинации и награды
- Лауреат премии «Хьюго» 1955 года за лучший роман («Им бы оказаться правыми», написанный в соавторстве с Фрэнком Райли)[7].
- В 1981 году авторский сборник Марка Клифтона под редакцией Барри Молзберга (англ. Barry Norman Malzberg) и Мартина Гринберга (англ. Martin H. Greenberg) был номинирован на премию «Локус» («The Science Fiction of Mark Clifton»)[8].
- В 2010 году Марку Клифтону была посмертно присуждена премия «Кордвейнер» (англ. The Cordwainer Smith Rediscovery Award, или The Cordwainer) за заслуги перед жанром[9].